# 舂坎角炮台

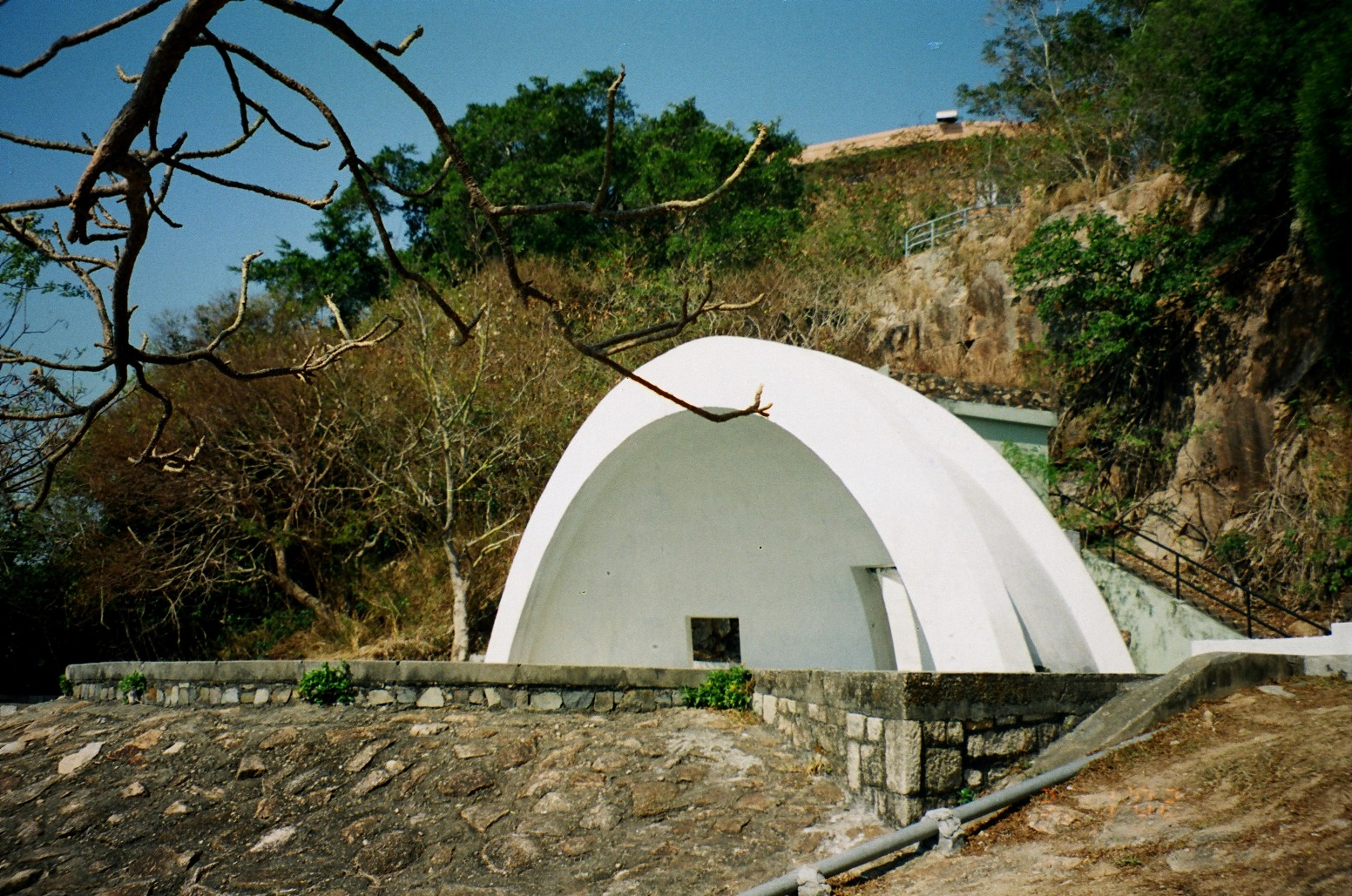
已改建爲公園的舂坎角炮台炮位

舂坎角炮台（英語：Chung Hom Kok Battery），位於香港島南區舂坎角，是駐港英軍為加強香港島南部海岸的防守，而於1941年1月建成的海防炮台，炮台在二戰後被廢棄，只有部分建築物保留至今，舂坎角炮台於2009年12月18日獲列入香港二級歷史建築。

## 歷史
1930年代後期，國際局勢日益緊張，駐港英軍決定在香港島的南岸加建多座炮台，以加強香港島南岸的防衛。舂坎角炮台於1938年動工，於1941年1月完工，炮台隸屬英軍東岸射擊指揮部（Eastern Fire Command of the British Force）。炮台以上下兩層各建有一個炮位，各裝備一門6吋後裝海防炮，並附設有探照燈。炮台位處赤柱半島西部的舂坎灣海濱，主要用於保護赤柱半島，防止敵軍在舂坎灣登陸並威脅赤柱炮台的後方。
1941年12月8日，日本發動太平洋戰爭並入侵香港，香港保衛戰爆發，雖然位於香港島的炮台有效地阻止日本海軍艦艇駛近香港島助戰，但因為作為入侵香港主力的日本陸軍是採取由北向南的攻勢，所以在香港島南岸的大部分炮台對戰局沒有顯著的影響。日軍於12月18日晚上在香港島東北岸登陸，之後向香港島西部及南部步步進迫。12月19日，面對人力物力皆佔優的日軍，港島東旅指揮官華里士准將決定收縮防線，將守軍餘下的大部分兵力集中到赤柱半島一帶，以便以赤柱炮台為核心組織更有效的抵抗。駐守炮台的守軍接到撤退指令後隨即破壞炮台設施，避免炮台被日軍利用。
1945年8月香港重光，舂坎角炮台因為沒有實際需要而被廢棄，炮台的設施亦被移除，原址在英軍撤守後被改建為公園。2009年，古物諮詢委員會對炮台現存的建築物進行評審後，將舂坎角炮台列為香港二級歷史建築。2014年，因為慈氏護養院擴建，上層1號炮位被拆毀，只保留下層2號炮位，包括半圓形的水泥掩體及兩個探照燈平台。

## 外部連結
维基共享资源上的相關多媒體資源：舂坎角炮台